# (8823) 1987 WS3
A (8823) 1987 WS3 a Naprendszer kisbolygóövében található aszteroida. S. McDonald fedezte fel 1987. november 24-én.